# 1160 Illyria
1160 Illyria là một tiểu hành tinh vành đai chính bay quanh Mặt Trời. Nó hoàn thành một chu kỳ quay quanh Mặt Trời là 4 năm. Nó được phát hiện bởi Karl Wilhelm Reinmuth ở Heidelberg, Đức ngày 9 tháng 9 năm 1929. Tên ban đầu của nó là 1929 RL.